# Stadsdeel Zuid (Enschede)
Stadsdeel Zuid in de Nederlandse stad Enschede is qua oppervlakte het grootste stadsdeel van Enschede en omvat de wijken Helmerhoek, Stroinkslanden en Wesselerbrink. In dit gebied zijn in totaal bijna 35.000 mensen woonachtig waarmee Enschede Zuid door de aanleg van de Vinex-wijk De Eschmarke qua inwonersaantal door Stadsdeel Oost is ingehaald.
Stadsdeelwethouder Zuid is Marc Teutelink (Burgerbelangen Enschede).

## Sport in Zuid
In Stadsdeel Zuid zijn de meeste sportverenigingen gevestigd op sportpark Wesselerbrink. Hier is ook de Sportboulevard Enschede gevestigd.
De sportclubs op sportpark Wesselerbrink zijn:
- Victoria '28 (Voetbal)
- U.D.I. (Voetbal)
- AC Tion (Atletiek)
- TEZ (Tennis)
- EHV (Hockey)
- DOS WK (Korfbal)
- L' Equipe (Petanque)
- Triatlon Club Twente
- EWV Het Oosten (Wielersport)

In de Twentehallen zijn ook een aantal verenigingen gevestigd:
- Stichting Judosport Oost
- Biljartvereniging BVT